# Illa de Lamu
L'illa de Lamu és una illa de l'arxipèlag de Lamu a Kenya, a la costa central del país. Com a l'illa de Pate, no hi circulen vehicles de motor. La principal ciutat és Lamu; a uns tres km hi ha la històrica vila de Shela. Hi ha aeroport a la veïna illa Manda.

## Història
Els àrabs van fundar l'establiment el segle xiv sobre una vila swahili, i va esdevenir una república. El viatger àrab Abu al-Masahini l'esmenta el 1441. El 1506 fou ocupada pels portuguesos. El 1585, amb ajut d'Oman, una rebel·lió va expulsar els portuguesos que van continuar però presents a la regió. Fins al 1698, després de la batalla de Mombasa, l'amenaça portuguesa es va esvair definitivament. Va seguir sota dependència d'Oman però gaudint d'un autogovern notable sota govern republicà. El 1813 fou atacat per una coalició entre els mazrui de Mombasa i el nabahànides de Pate, però les forces de Lamu i Oman van obtenir una gran victòria a la batalla de Shela. Llavors la ciutat de Lamu fou el principal poder de la zona costanera. Després del 1843 va ser aliada de Zanzibar. La seva economia va quedar molt afectada el 1873 quan els britànics van tancar els mercats d'esclaus.
Després de 1880 alguns comerciants alemanys es van establir a l'illa. Alemanya va establir el protectorat sobre el veí soldanat de Wituland el 1885, però l'1 de juliol de 1890 un tractat entre Alemanya i Gran Bretanya va garantir el control britànic sobre Witu, Lamu i altres zones. Gran Bretanya la va incloure dins els territoris que tenia llogats al soldà de Zanzíbar i després de 1890 es pot considerar que fou annexionada a Zanzíbar però administrada per la Companyia Imperial Britànica de l'Àfrica Oriental i directament pels britànics quan la companyia va fer fallida el 30 de juny de 1895; llavors la van incorporar al protectorat d'Àfrica Oriental Britànica junt amb les altres possessions del sultà; una comissió va dictaminar el 1896 que les possessions del soldà només s'estenien a les illes i a deu milles (16 km) cap a l'interior, i el 1887 es va pagar una compensació al soldà per la seva pèrdua.

## Actualitat
Michael W. Smith va incloure una cançó sobre la visita a l'illa anomenada "Lamu" al seu àlbum de 1986 The Big Picture. Una versió diferent apareix a l'àlbum en directe de 1987 de Smith, The Live Set. L'any 2001, Lamu va ser designada com a espai a preservar per l'Organització de les Nacions Unides per a l'Educació, la Ciència i la Cultura de la UNESCO. Fa segles, l'illa de Lamu depenia molt de la funció de l'esclavitud per la seva economia, des de l'abolició de l'esclavitud l'illa ha buscat altres maneres de tornar la riquesa a la seva economia. La diversitat cultural de Lamu, és un lloc d'interès per als turistes atrets per la costa de l'Àfrica oriental. L'economia de l'illa de Lamu depèn dels estrangers que vinguin a l'illa per experimentar l'estil de vida local i formar part de la cultura local. Des de fa poc, Lamu ha entrat en una nova fase de convertir-se en un lloc turístic popular a l'Àfrica oriental.